# Pteropus vampyrus
El gran zorro volador (Pteropus vampyrus) es una especie de murciélago de la familia Pteropodidae. Se encuentra en Camboya, Vietnam, Indonesia, Malasia, Birmania, Tailandia, Filipinas, Brunéi, Tonga y Vanuatu.
A pesar de su nombre específico (vampyrus), como los demás integrantes del género Pteropus, es frugívoro y se alimenta exclusivamente de frutos, flores, polen y néctar.  Es conocido por ser el más grande de la familia  y presentar la mayor envergadura de la apertura alar, entre 140 y 180 cm. Como otros megaquirópteros, carece de la habilidad de la ecolocalización.

## Enlaces externos

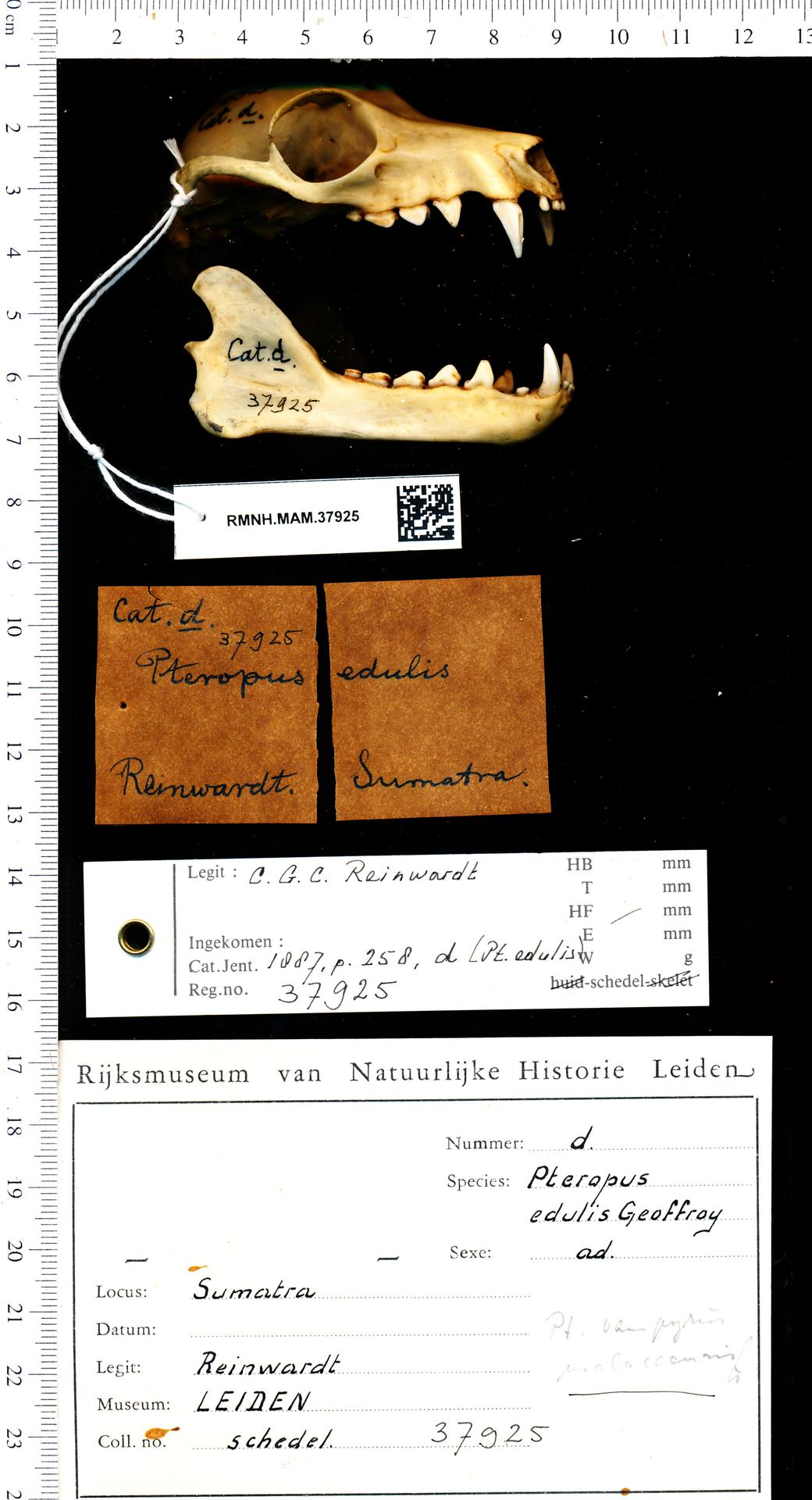
Pteropus vampyrus, lateral. Naturalis
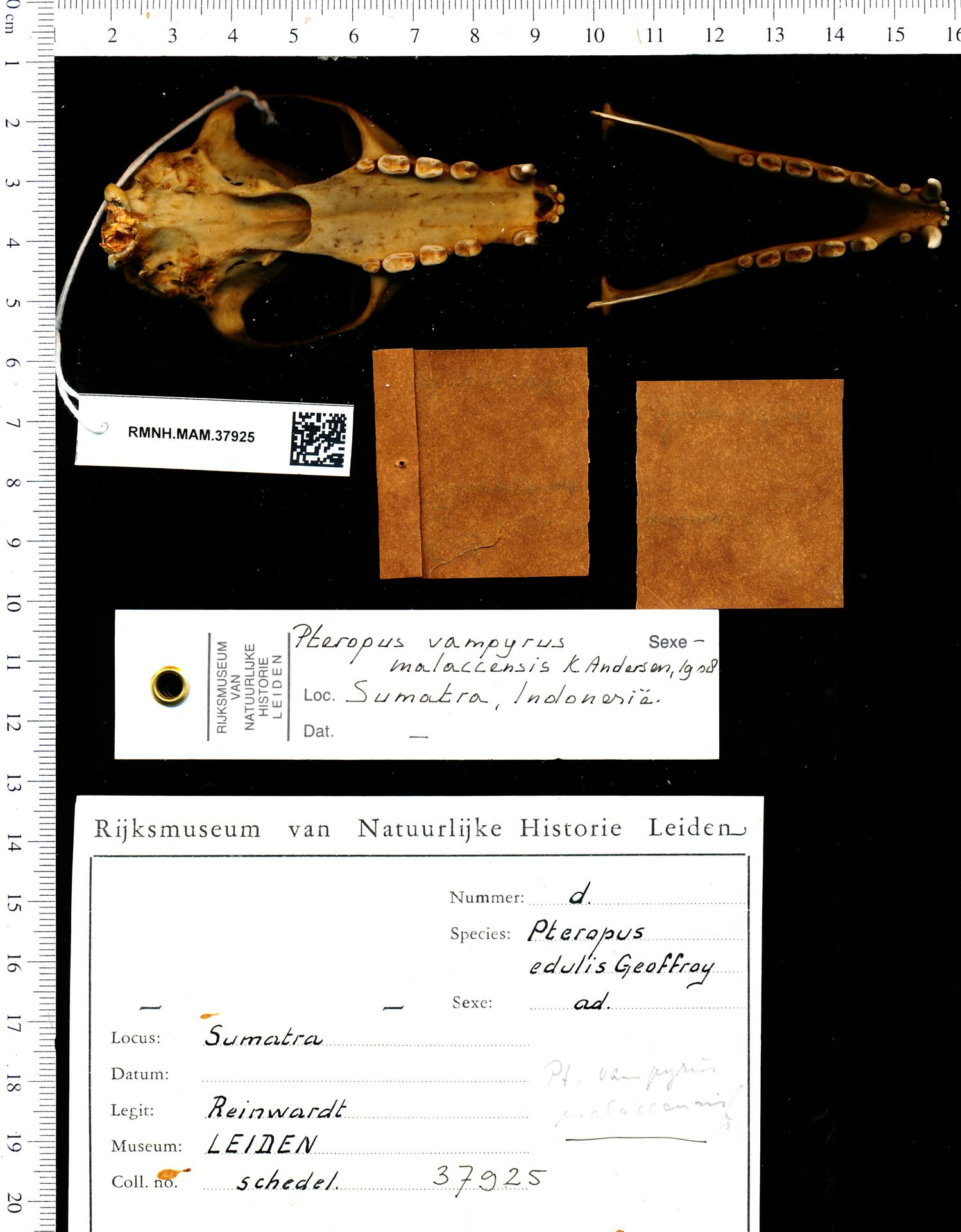
Pteropus vampyrus, sopra. Naturalis